# Белополье (Саратовская область)
Белополье — село в Советском районе Саратовской области, в составе Любимовского муниципального образования (1 отделение с. Любимово).
Население - 125 (2010)

## История
Дата основания не установлена. До 1941 года хутор входил в состав Мариентальского кантона АССР немцев Поволжья. На картах трудовой коммуны немцев Поволжья 1922 года отмечен как один из выселков Мечеть; на карте АССР немцев Поволжья 1934 года административно-хозяйственной карте АССР Немцев Поволжья 1938 года – как хутор Ней-Шульц.
28 августа 1941 года был издан Указ Президиума ВС СССР о переселении немцев, проживающих в районах Поволжья. Немецкое население депортировано, хутор, как и другие населённые пункты Мариентальского кантона включён в состав Саратовской области. Впоследствии переименован в село Степное (под этим названием населённый пункт отмечен на административной карте Саратовской области 1956 года. Вероятно, в связи с присвоением в 1958 году расположенному в этом же районе селу Отрогово названия Степное, переименован в село Белополье.

## Физико-географическая характеристика
Село находится в Низком Заволжье, в пределах Сыртовой равнины, относящейся к Восточно-Европейской равнине, у оврага, прилегающего к долине реки Мечётка, на высоте - 75 метров над уровнем моря. Почвы тёмно-каштановые солонцеватые и солончаковые. Почвообразующие породы - глины и суглинки.
По автомобильным дорогам расстояние до административного центра сельского поселения села Любимово - 3,9 км, до районного центра посёлка городского типа Степное составляет 22 км, до города Энгельс - 92 км, до областного центра города Саратова - 102 км. 
Часовой пояс
Белополье, как и вся Саратовская область, находится в часовой зоне МСК+1. Смещение применяемого времени относительно UTC составляет +4:00.

## Население
Динамика численности населения по годам:
| 1987 | 2002 |
| ---- | ---- |
| ≈150 | 200  |

| 2002 | 2010 |
| ---- | ---- |
| 203  | ↘125 |